# Vanilla Vargas
Jenyvalice Vargas Torres, mer känd under sitt artistnamn Vanilla Vargas, är en puertoricansk fribrottare. Vargas föddes i Bayamón i Puerto Rico och påbörjade sin karriär i det puertoricanska fribrottningsförbundet World Wrestling Council innan hon gick över till World Wrestling League.
Den 21 juli 2018 debuterade hon i Mexikos då största fribrottningsförbund, Lucha Libre AAA Worldwide, där hon sedan dess brottats regelbundet. Vargas tränades inom sporten av Carlito och Arkangel de la Muerte.
Vargas var gift med den australiska brottaren Broderick Shepherd från 2021 fram till makens död den 6 mars 2025. Paret hade en dotter tillsammans.